# Ко Хён Сук
Ко Хён Сук (кор. 고 현숙; 21 марта 1985, Хесан, КНДР) — корейская конькобежка, участница зимних Олимпийских игр 2010 года, многократная чемпионка КНДР.

## Спортивная биография
Первым крупным чемпионатом в карьере Ко Хён Сук стали Азиатские игры 2007 года, где её наивысшим результатом стало 9-е место на 500-метровке. На зимних Олимпийских играх Ко Хён Сук дебютировала в 2010 году на играх в Ванкувере. На 500-метровке корейская конькобежка показала высокий 9-й результат, причём по итогам второй попытки Хён Сук показала 7-е время, а на дистанции вдвое длиннее заняла 13-е место. На Азиатских играх 2011 года северокорейская спортсменка была близка к попаданию на пьедестал на 500-метровке, но в итоге Ко стала лишь 6-й.